# Edgar Flatau
Edgar Friedrich Flatau (* 13. April 1892; † 1977 in Brighton) war ein deutsch-britischer Schauspieler, Filmproduzent, Synchronautor und Dialogregisseur.

## Leben
Flataus künstlerischer Schwerpunkt lag zunächst auf der Bühne. 1919 gehörte er zum Ensemble des Münchner Prinzregententheaters. Ein Jahr später wirkte er zudem in einigen Stummfilm-Produktionen wie Siegfried Dessauers Kriminalpolizei, Abteilung Mord und Heinz Schalls Die im Schatten gehen mit.
Für längere Zeit fand er eine künstlerische Heimat im Theater am Königsplatz in Stettin, wo er neben Maria Wimmer, Dore Millbrett und Annemarie Kaiser vor allem als Bonvivant in Erscheinung trat. Flatau verlobte sich mit der Schauspielkollegin Julia Lehrmann. Nach der Machtergreifung der Nationalsozialisten bekam Flatau, der den von den Machthabern geforderten „Ariernachweis“ nicht erbringen konnte, Ressentiments zu spüren und emigrierte 1936 nach England. Dort erlernte er schnell die englische Sprache, sodass er bald wieder auf Londoner Bühnen als Schauspieler arbeiten konnte. Ab dem 8. Mai 1940 war Flatau, der sich inzwischen auch als Filmproduzent betätigte, britischer Staatsbürger.
Nach dem Zweiten Weltkrieg kehrte Flatau nach Deutschland zurück. Aufgrund seiner guten Sprachkenntnisse arbeitete er fortan nicht mehr auf der Bühne, sondern als Dialogautor und Synchronregisseur, v. a. für die Rank Film Synchronproduktion in Hamburg und das Aventin Filmstudio in München. Unter seiner Regie entstanden die deutschen Fassungen von bekannten Kinoproduktionen wie 55 Tage in Peking, Emeric Pressburgers und Michael Powells Augen der Angst, Der Untergang des Römischen Reiches, Fantomas, Ipcress – streng geheim, Ladykillers und Moulin Rouge. Bisweilen übernahm Flatau auch selbst Synchronrollen, unter anderem für Richard Leech in Der lange Arm und Ernest Thesiger in Söhne und Liebhaber.
Nach einer 1970 in den Stettiner Nachrichten veröffentlichten Angabe seiner Schauspielerkollegin Annemarie Kaiser verabschiedete sich Flatau um 1970 in den Ruhestand und ging zurück nach England. Dort ließ er sich an der Südküste, in Brighton, nieder.

## Filmografie (Auswahl)

### Schauspieler
- 1920: Narrenliebe
- 1920: Kriminalpolizei, Abteilung Mord
- 1920: Die Liebe vom Zigeuner stammt...
- 1921: Die im Schatten gehen

### Dialogbuch und -regie
- Ausgezählt (Iron Man), USA 1951
- Der Schrecken vom Amazonas (Creature from the Black Lagoon), USA 1954

### Dialogregie
- Konflikt des Herzens (The Browning Version), UK 1951
- Moulin Rouge (Moulin Rouge), USA 1952
- Gefährlicher Urlaub (The Man Between), UK 1953
- Das Herz aller Dinge (The Heart of the Matter), USA 1953
- Traum meines Lebens (Summer Madness), USA 1954
- Flammen über Fernost (The Purple Plain), USA 1954
- ...aber lieb sind sie doch (All for Mary), UK 1955
- Lockende Tiefe (The Deep Blue Sea), USA 1955
- Ladykillers (The Ladykillers), UK 1955
- Die Herren Einbrecher geben sich die Ehre (The League of Gentlemen), UK 1956
- Die nackte Wahrheit (The Naked Truth), UK 1957
- Duell am Steuer (Hell Drivers), UK 1957
- Die Brücke der Vergeltung (Across the Bridge), UK 1957
- Kopf hoch – Brust raus! (Carry On Sergeant),	GB 1958
- Brennendes Indien (North West Frontier), UK 1959
- Das Haus auf dem Geisterhügel (House on Haunted Hill), UK 1959
- Verschwörung der Herzen (Conspiracy of Hearts), UK 1960
- Der Präsident (Le Président), Frankreich 1960
- Der rote Schatten (Circus of Horrors), UK 1960
- Augen der Angst (Peeping Tom), UK 1961
- Sodom und Gomorrah (Sodom and Gomorrah), USA 1962
- 55 Tage in Peking (55 Days at Peking), USA 1963
- Der Untergang des Römischen Reiches (The Fall of the Roman Empire), USA 1963
- Die Todeskarten des Dr. Schreck (Dr. Terror’s House of Horrors), UK 1964
- Fantomas (Fantomas), Frankreich 1964
- Ipcress – streng geheim (Ipcress), UK 1964